# 12027 Масаакітінака
12027 Масаакітінака (12027 Masaakitanaka) — астероїд головного поясу, відкритий 3 січня 1997 року.
Тіссеранів параметр щодо Юпітера — 3,487.